# Ulota
Ulota là một chi rêu trong họ Orthotrichaceae.